# São Jorge d'Oeste
São Jorge d'Oeste is een gemeente in de Braziliaanse deelstaat Paraná. De gemeente telt 9.195 inwoners (schatting 2009).